# Hans Ziglarski
Hans Ziglarski (n. 16 octombrie 1905, Białystok, Imperiul Rus – d. 12 februarie 1975, Berlin, RDG) a fost un boxer ce a reprezentat Germania, medaliat olimpic. A participat la 2 ediții ale Jocurilor Olimpice (1928, 1932) în care a câștigat o medalie de argint.